# Saint-Cirgues (Haute-Loire)
Saint-Cirgues é uma comuna francesa na região administrativa de Auvérnia-Ródano-Alpes, no departamento de Alto Loire. Estende-se por uma área de 13,73 km². Em 2010 a comuna tinha 172 habitantes (densidade: 12,5 hab./km²).